# Pierre Bourdieu
Pierre Bourdieu (Denguin, 1. kolovoza 1930. – Pariz, 23. siječnja 2002.) francuski je sociolog, filozof, antropolog i ugledan intelektualac koji je stekao obrazovanje u Parizu.
1950-ih je bio mobiliziran u Alžir s francuskom vojskom o čemu je napisao knjigu Sociologija Alžira, uz još brojne druge.
Bio je ravnatelj Centra za europsku sociologiju. Osnovao je Udruženje za promišljanje visokoga obrazovanja i istraživanja. Radio je kao asistent uglednoga intelektualca Raymonda Arona na Collégeu de Franceu na kojem je imenvoam profesorom katedre za sociologiju 1981. godine.
Svojim filozofskim radom bazirao se na zapadnjačku filozofiju 20. stoljeća, a sociološkim zanatom spada pod kritičku sociologiju i strukturalizam.

## Sociološki interes
U svom je kapitalnom djelu, Distinkcija. Kritika društvenog suđenja, Bourdieu istraživao umjetnički ukus, modni stil, običaji jela, jezično izražavanje i dr. kao dimenzije modernoga društva. Stekla je titulu "šestog najvažnijeg sociološkog djela 20. stoljeća".
U svom je radu u sociologiju uveo pojmove habitus, polje i kapital te na tome utemeljio svoju vlastitu makrosociološku teoriju o suvremenom društvu. Veliku je pozornost posvetio obrazovnim ustanovama i njihovom utjecaju na formiranje estetskog ukusa pojedinaca. Naime, povezao je razlike u ukusima sa socioekonomskim statusom pojedinaca. Čak je pokušao svoju teoriju demonstrirati razlikovanjem narodnog od formalnog jezika.
Njegova je društvena teorija uvelike utjecala na antropološke i kulturološke studije, kao i na popularnu kulturu i umjetnost.